# Monchy y Alexandra
Monchy y Alexandra est un duo de bachata formé en 1999.
Leur premier succès a été Hoja En Blanco, une reprise d'un vallenato de Binomio de Oro de America, en 1999.
En 2008 le groupe s'est séparé. Monchy a reformé un nouveau duo, Monchy  y Natalia, et Alexandra a continué en solo sous le surnom qu'on lui attribué : Alexandra "La Reina de la Bachata".
Le duo se reforme en 2019 à l'occasion de l'enregistrement de l'album Utopia de Romeo Santos qui les a invité pour un duo avec eux, Años Luz.

## Membres

### Monchy
Ramón Rijo né le 19 septembre 1977 à La Romana. Il a étudié le piano, la guitare et le chant. Il a enregistré pour la série d'albums Bachatazos puis a recherché une chanteuse pour former un duo.

### Alexandra
Alexandra Cabrera de la Cruz, née le 19 octobre 1978 à Saint-Domingue. À la suite d'une audition avec l'arrangeur/producteur Martires De Leon et le producteur Victor Reyes elle a été retenue pour être la chanteuse qui allait faire un duo avec Monchy.

## Récompenses
- En 2003, Confesiones est élu album tropical de l'année et Te Quiero Igual Que Ayer chanson tropicale de l'année aux Billboard Latin Awards (catégorie groupe ou duo).
- En 2004, ils reçoivent le prix de meilleur interprète de musique tropicale traditionnelle aux prix Lo Nuestro.
- En 2005, Hasta el Fin est élu album tropical de l'année et Perdidos chanson tropicale de l'année aux Billboard Latin Awards (catégorie groupe ou duo).
- En 2007, Éxitos y Más a été élu album de l'année et No Es Una Novela chanson de l'année aux prix Lo Nuestro

## Albums
- 1999 : Hoja en Blanco (Sony Music)

1. Hoja En Blanco
2. Pasion
3. En El Muelle De San Blas
4. Llorando Penas
5. No Hice Nada
6. De Olvidarla Me Olvide
7. No Puedo Vivir Asi
8. El Telefono
9. Este Castillo
10. Se Que Volvera
11. No Ha Sido Facil
12. Volvere

- 2000 : Unplugged
- 2002 : Confesiones (Sony Music)

1. Te Quiero Igual que Ayer
2. Dos Locos
3. Eras Diferente
4. No Regresare
5. Ven Dime Como Hago
6. Polo Opuesto
7. Cuando No Se Puede Olvidar
8. Te Amaria
9. El Precio de Tu Engaño
10. Aqui Estare
11. En Un Dos Por Tres
12. El Soñador
13. Te Quiero Igual que Ayer (Merengue)
14. Te Quiero Igual que Ayer (Balada)

- 2003 : The Mix (Sony Music)

1. Polo Opuesto (Bachata)
2. Dos Locos (Pop Mix)
3. En Un Dos Por Tres (Club Mix)
4. Cuando no se Puede Olvidar (Techno-House)
5. Penas (Reggaetón)
6. Te Quiero Igual que Ayer (Club-Mix)
7. Te Amaria (Trance)
8. No Puedo Vivir Asi (Dance)
9. Polo Opuesto (Balada)
10. Hoja en Blanco (Reggaeton)
11. Este Castigo (Balada)
12. Passion (Reggaeton)

- 2004 : Hasta El Fin (Sony Music)

1. Perdidos
2. No Me Pidas Mas
3. Hasta el Fin
4. Esperando Estar Juntos
5. No te Prometo Que Si
6. Quisiera Olvidarte
7. Dividido en Dos
8. Fantasias
9. Hazme tu Esposa
10. Tu Sin Mi y Yo Sin Ti
11. Arrancarte de Mi Piel (Me Olvidaste)
12. Los Recuerdos No Abrazan
13. Baby, Olvidame
14. Perdidos (Version Balada)

### Compilation
- Éxitos & Más (DualDisc) (2006)

### Collaborations
- Dame Una Noche, Mujer avec Don Miguelo
- La Otra avec Los Ilegales
- He Venido A Pedirte Perdón avec Álvaro Torres (2005, hommage à Juan Gabriel)

## Liens
- Notices d'autorité :   - VIAF
  - ISNI
  - LCCN
  - WorldCat
- Ressources relatives à la musique :   - AllMusic
  - Discogs
  - MusicBrainz
  - Muziekweb
  - Songkick